# 코이치 마코토
코이치 마코토(일본어: 小市 眞琴 こいち まこと[*])는 일본의 여성 성우이자 무대배우. 도쿄도 출신. 스테이 럭 소속.